# Odyssey of Iska
Odyssey of Iska je deseti studijski album ameriškega jazzovskega saksofonista Wayna Shorterja, ki je leta 1971 izšel pri založbi Blue Note Records.

## Zgodovina in koncept
Odyssey of Iska je bil rezultat drugega Shorterjevega snemanja, katerega producent je bil Duke Pearson (album s 1. snemanja s Pearsonom, Moto Grosso Feio, je izšel leta 1974). Razen Rona Carterja, je bila zasedba povsem spremenjena, čeprav s podobno instrumentacijo: Shorterjev saksofon edino pihalo, kitara namesto klaviatur, dva kontrabasista in številna tolkala, med njimi marimba in vibrafon. Enak poudarek na tolkalih je bil uporabljen pri snemanju Joeja Zawinula, ki je potekalo dva tedna prej, 10. avgusta. Shorter se je kot gost pojavil pri snemanju skladbe »Double Image«, ki je izšla na Zawinulovem albumu Zawinul.
Shorter je bil takrat sveže poročen z Ano Mario Patricio, katero je srečal štiri leta prej. Ime »Iska« namiguje na njuno hčerko, ki se je rodila v času snemanja albuma.

## Sprejem
Scott Yanow je v recenziji za portal AllMusic zapisal: »Malce pred vključitvijo v skupino Weather Report ni presenetljivo, da se skladbe imenujejo »Wind«, »Storm« in »Calm«. Teh skladb ni priredil noben jazzist, vendar delujejo skladbe v tem kontekstu precej dobro. S temi skladbami so se začeli melanholični poleti Shorterja.«

## Seznam skladb
Vse skladbe je napisal Wayne Shorter, razen »Depois do Amor, o Vazio«, ki jo je napisal Bobby Thomas.
| Št. | Naslov                    | Dolžina |
| --- | ------------------------- | ------- |
| 1.  | „Wind‟                    | 8:00    |
| 2.  | „Storm‟                   | 8:22    |
| 3.  | „Calm‟                    | 3:25    |
| 4.  | „Depois do Amor, o Vazio‟ | 11:40   |
| 5.  | „Joy‟                     | 9:00    |

## Zasedba
- Wayne Shorter – tenorski saksofon, sopranski saksofon
- Gene Bertoncini – kitara
- Ron Carter, Cecil McBee – bas
- Billy Hart, Alphonse Mouzon – bobni
- Frank Cuomo – bobni, tolkala
- David Friedman – vibrafon, marimba